# Mars Reconnaissance Orbiter
Mars Reconnaissance Orbiter (MRO) je višenamjenska letjelica dizajnirana s ciljem istraživanja Marsa iz orbite. Letjelicu je izgradio Lockheed Martin pod nadzorom Jet Propulsion Laboratorya. MRO je lansiran 12. kolovoza 2005. i 10. ožujka 2006. ušao je u orbitu Marsa. Nakon usklađivanja orbite i provjere sustava letjelica je u studenome 2006. započela svoju znanstvenu misiju. U tom trenutku MRO se pridružio grupi od pet letjelice i rovera koji su istraživali Mars: Mars Global Surveyor, Mars Express, Mars Odyssey i roveri Spirit i Opportunity. 

## Putovanje
Lansirana 12. kolovoza 2005 godine s raketom Atlas V-401. Letjelica je do Marsa došla za 7,5 mjeseci nakon 4 korekcije putanje, tj. u ožujku 2006 godine. Šest motora je moralo gorjeti 27 minuta da bi smanjili brzinu od 10450 km/h na 6800 km/h. Letjelica je ušla u jako eliptičnu orbitu najbližu Marsu na 300 km, a najudaljeniju od Marsa 45.000km. Kasnije je točka gdje je najudaljenija od Marsa smanjena na 450 km a oko njega obilazi svakih 35 sati. 
Za smanjenje brzine korištena je metoda aerobrakinga.

## Instrumenti
Cilj MRO-a je potraga vode na Marsu i istraživanje tla. Na sebi nosi 6 znanstvenih instrumenata. 
Kamere-HiRISE - Kamera visoke rezolucije, CTX - Konteksna kamera, MARCI - Kamera u boji
Spektrometri - Spektrometar za skupljanje podataka o Marsu
Radiometar - MCS (Mars Climate Sounder)
Radar - SHARAD (Shallow radar
Gravity Field Investigation Package - paket za istraživanje gravitacijskog polja
Atmospheric Structure Investigation Accelerometers - istraživanje strukture atmosfere
Electra UHF Communications and Navigation Package - navigacijski paket
Optical Navigation Camera - optička kamera za navigaciju
Ka-band Telecommunications Experiment Package - telekomunikacijski paket

## Energija
MRO dobiva energiju iz dviju solarnih ploča od kojih svaka ima površinu od 11 m2. Svaka se može gibati gore-dolje, lijevo-desno. Spojene daju napon od 32 V, a svaka od njih pretvori 26% Sunčeve energije u električnu. Za skladištenje energije se koriste dvije nikal-hidridne baterije. Također je kompjuter na MRO-u otporan u slučaju Sunčevih baklja.

## Telekomunikacije
Za "razgovor" letjelice i kontrole misije se koristi velika antena s dva pojačala. Postoje još dvije manje antene za hitne slučajeve. 

## Motori
Letjelica ima 1187 kg goriva, a čak 70 % se iskoristilo za ulazak u orbitu oko Marsa. Sonda ima 20 raketnih potisnika. 
- 6 velikih - zajedno stvaraju potisak od 1020 N
- 6 srednjih - vrše korekcije putanje - svaki stvara 22 N potiska
- 8 malih - vrše kontrolu visine - jedan stvara 0,9 N potiska

## Vanjske poveznice
- http://marsprogram.jpl.nasa.gov/mro/
- http://www.mrotoday.com/mro_today_body.htm  Arhivirana inačica izvorne stranice od 22. travnja 2009. (Wayback Machine)